# Dominion
Die Dominions (englisch für „Herrschaftsgebiete, Hoheitsgebiete“) waren ab Anfang des 20. Jahrhunderts die sich selbst verwaltenden Kolonien sowie Irland innerhalb des Britischen Weltreiches.
Das Wort wurde erstmals im modernen Sinne im Verfassungsgesetz von 1867 für Kanada verwendet und stammt aus einem Psalm der King-James-Bibel: He shall have dominion also from sea to sea, and from the river unto the ends of the earth („Er herrsche von Meer zu Meer, vom Strom bis an die Enden der Erde“) (Ps 72,8 ). Die Bezeichnung dominion sollte die Verbundenheit des neu gegründeten Landes zur britischen Krone ausdrücken.
Ursprünglich hätte Kanada „Königreich Kanada“ (Kingdom of Canada) heißen sollen, der Ausdruck wurde aber vom damaligen britischen Außenminister Lord Derby abgelehnt, der besorgt war, diese Namensgebung könne die Vereinigten Staaten verärgern.

## Geschichte
Gemeinsam mit den Dominions bildete das Mutterland Großbritannien das British Commonwealth of Nations. Bei der Londoner Konferenz 1926 wurde die sogenannte Balfour-Definition formuliert, die fünf Jahre später durch das Statut von Westminster völkerrechtlich verankert wurde. Die Dominions wurden dabei definiert als innen- und außenpolitisch autonom, gleichberechtigt, in keiner Weise untergeordnet und dennoch verbunden durch eine common allegiance to the crown, das heißt als unabhängige Staaten, die aber alle den britischen Monarchen auch als ihr Staatsoberhaupt anerkannten.
Als freiwillige Verbindung verstand sich der Commonwealth in der Zwischenkriegszeit als Wirtschafts- und Verteidigungseinheit. Eine gemeinsame, zentral gesteuerte Verteidigungspolitik wurde durch individuelle Sicherheitsinteressen jedoch verhindert. Der erfolgreiche Zusammenhalt im Zweiten Weltkrieg ist nicht zuletzt der Tatsache zu verdanken, dass hier gemeinsame Interessen auf dem Spiel standen.

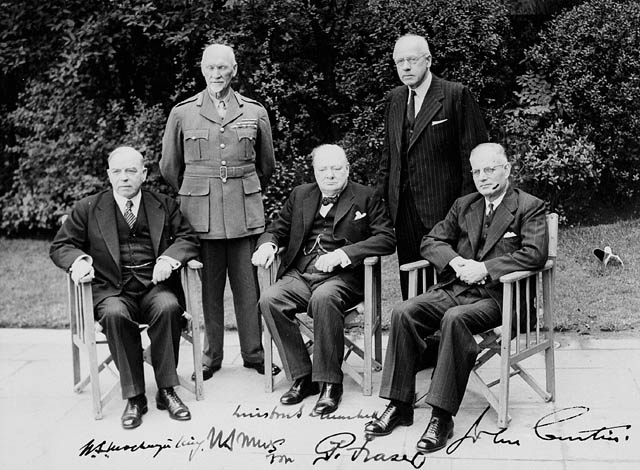
Die Commonwealth-Premierminister-Konferenz 1944. V. l. n. r.: W. L. Mackenzie King (Kanada), Jan Christiaan Smuts (Südafrikanische Union), Winston Churchill (Vereinigtes Königreich), Peter Fraser (Neuseeland), John Curtin (Australien)

Das Selbstverständnis der Dominions änderte sich spätestens nach 1945. So wurde die Charta der Vereinten Nationen 1948 von jedem Dominion selbst unterschrieben. Eine weitere augenscheinlich kleine Änderung, die aber viel aussagt, ist die Namensänderung des Dominions Office (DO) in Commonwealth Relations Office (CRO) im Jahr 1947.
Im Zuge der Entkolonialisierung Südasiens deutete sich für das Commonwealth eine strukturelle Veränderung an. Mit Indien, Pakistan und Ceylon (heute Sri Lanka) wurde drei ehemaligen asiatischen Kolonien der Dominion-Status zuerkannt. Das weiße Commonwealth wurde aufgebrochen; es entstand das New Commonwealth. Nach der Ausrufung der Republik in Indien 1950 wurde ermöglicht, dass auch solche Staaten Mitglied des Commonwealth werden konnten, welche die britische Krone nicht als ihr eigenes Staatsoberhaupt anerkennen.
Anfang der 1950er Jahre wurden die bisherigen Dominions zunächst Commonwealth countries genannt und nach der Thronbesteigung von Elisabeth II. (1952) Commonwealth realms, im Gegensatz zu denjenigen unabhängig gewordenen Staaten, die wie Indien oder Pakistan die Monarchie abgeschafft hatten. Einen Sonderweg nahm die Südafrikanische Union, die aufgrund des 1960 abgehaltenen Referendums im Folgejahr zur Republik wurde und aus dem Commonwealth austrat.
Seit den 1970er Jahren dokumentiert auch ein geänderter Sprachgebrauch das gewandelte Wesen des Commonwealth: Das Staatsoberhaupt beispielsweise in Kanada, Australien und Neuseeland ist offiziell nicht mehr der britische Monarch, sondern der König von Kanada, der König von Australien oder der König von Neuseeland.
Siehe dazu ausführlicher Commonwealth Realm, Abschnitt Geschichte

## Liste der Dominions
Die weißen Dominions:
- Kanada (1867–1931)
- Australien (1907–1942)
- Neuseeland (1907–1947)
- Neufundland (1907–1934, de facto, 1907–1949 de jure)
- Südafrikanische Union (1910–1961)
- Irischer Freistaat bzw. Republic of Ireland (1922–1949)
- Südrhodesien (1923–1965, de facto[4], 1923–1980 de jure)

Die asiatischen Dominions:
- Indien (1947–1950)
- Pakistan (1947–1956)
- Ceylon (1948–1972)

## Abhängige Gebiete der Dominions

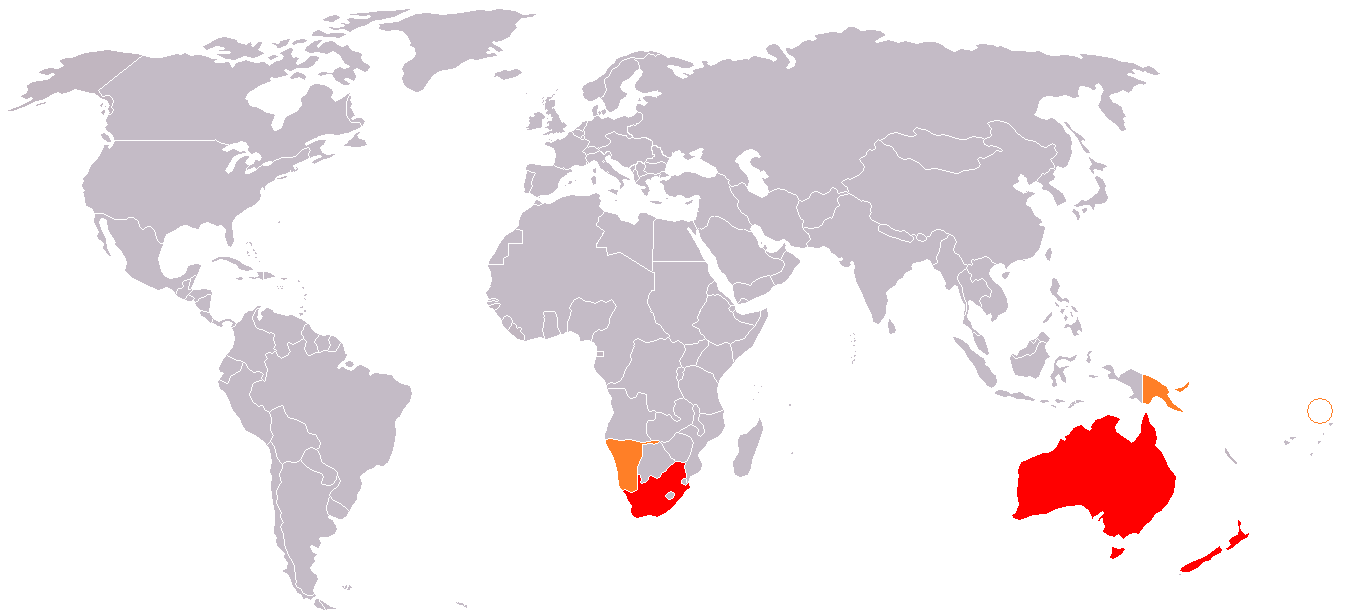
Dominions in Rot mit zugehörigen Mandatsgebieten in Orange (zuzüglich Papua, das keiner Mandatsverwaltung unterlag)

Obwohl sie selbst nicht vollständig souverän waren, verwalteten drei Dominions nach dem Ersten Weltkrieg als Mandatsträger folgende Gebiete im Auftrag des Völkerbundes:
- Australien: Neuguinea
- Neuseeland: Westsamoa
- Südafrikanische Union: Südwestafrika

Die Mandatsgebiete wurden in der Praxis wie Protektorate behandelt.